# Крушение на станции Минино
Крушение на станции Минино — железнодорожная катастрофа, произошедшая 2 июня 1959 года в Красноярском крае на станции Минино, когда по причине ложного сигнала светофора столкнулись сразу три поезда — пассажирский поезд № 116 Красноярск — Абакан и грузовые поезда № 1139 и № 2448.
В результате крушения погибли 65 человек, пострадал 61.

## Хронология событий
В этот день ранним утром на станцию Минино прибыл поезд № 116 Красноярск — Абакан под управлением машиниста Владимира Вырвича. Одновременно на соседний путь прибыл встречный грузовой поезд № 1139, перевозящий нефтепродукты (наливной). По неустановленной до конца причине, выходные светофоры были закрыты, что вынудило оба поезда остановиться на станции, хотя у пассажирского по графику скрещение было только в Снежнице. Однако входной светофор после прохода наливного остался открытым. 
В результате сзади идущий грузовой поезд № 2448 на скорости 50 км/ч врезался в хвост наливному, что привело к нагромождению цистерн друг на друга. Металлические 50-тонные цистерны нефтеналивного состава № 1139 после таранного удара паровоза грузового состава № 2448 сошли с рельсов и были отброшены на соседние пути, где стоял поезд № 116 Красноярск — Абакан. В результате вагоны с 9 по 11 в хвосте поезда № 116 опрокинулись. Вытекшие из вагонов-цистерн нефтепродукты вспыхнули. Цистерны с нефтью, бензином, керосином начали взрываться, нефтепродукты взрывами отбросило на опрокинутые деревянные вагоны, после чего началось интенсивное горение деревянных конструкций вагонов. Пассажирские вагоны № 9, 10, 11 лежали на боку, выходные двери при опрокидывании заклинило, сверху на стеклах окон и деревянной обшивке вагонов горели выкинутые взрывом нефтепродукты. Огнестойкость деревянных вагонов при таких условиях составляет не более нескольких минут. Пассажиры в опрокинутых вагонах моментально оказались в огненной ловушке. Обратный отсчет времени на спасение из огненной ловушки составлял 3-4 минуты. Многие пассажиры при опрокидывании вагонов получили ранения, травмы, переломы. 
Машинист поезда № 116 Владимир Вырвич прибежал из паровоза и увидел опрокинутые вагоны. Быстро оценил аварийную ситуацию своего пассажирского поезда. Состав не мог двигаться, так как опрокинутые вагоны не позволяли оставшимся восьми вагонам освободиться. Вырвич, героически преодолевая огненный вал начавшегося пожара, успел с помощником отцепить восемь целых не опрокинутых вагонов. Производя расцепление вагонов, Вырвич получил обширные ожоги. Находясь в шоковом состоянии, добежал до своего локомотива и отвел оставшиеся в составе 8 вагонов на безопасное расстояние. Однако 3 пассажирских вагона (№ 9, 10, 11) сгорели полностью. В вагонах № 10, 11 из пассажиров спаслось лишь несколько человек. 
Пассажирам вагона № 9 повезло больше. В вагоне ехал с многодетной невесткой (дети 4, 6, 8 лет), женой и 2-летним сыном 27-летний Геннадий Александрович Колиберда. Геннадий Колиберда сразу после опрокидывания вагона, не мешкая, разбил окно вагона, после помогал выбираться другим, и этим спас жизни почти всех ехавших в этом вагоне (погибли только двое). Разбитое окно оказалось единственным выходом из сгоревшего девятого вагона. В катастрофе погибло более 65 человек, в том числе множество детей, возвращавшихся с Красноярского городского пионерского слёта в Абакан, 61 человек — ранен. Сильно обгоревший машинист пассажирского поезда Вырвич также позже умер в больнице. Общее же число погибших неизвестно. В газетах информация о катастрофе отсутствовала, а упоминания о ней пресекались. Список жертв до сих пор неизвестен. Всех погибших детей похоронили в общей братской могиле в Минино и поставили памятник.
Точной причины, почему были нарушения в работе светофоров, нет. По одной версии, во время расчистки территории близ путей одно из деревьев, падая, повредило воздушные провода сигнализации. По другой версии, вышла из строя сама конструкция светофоров, в то время представлявших собой один фонарь, сменявший цвета с помощью подвижного светофильтра (прожекторный светофор). В результате попадания молнии, либо по другой причине, привод светофильтров оказался повреждён, что и вызвало постоянное открытое показание входного светофора.